# Sonderdienst

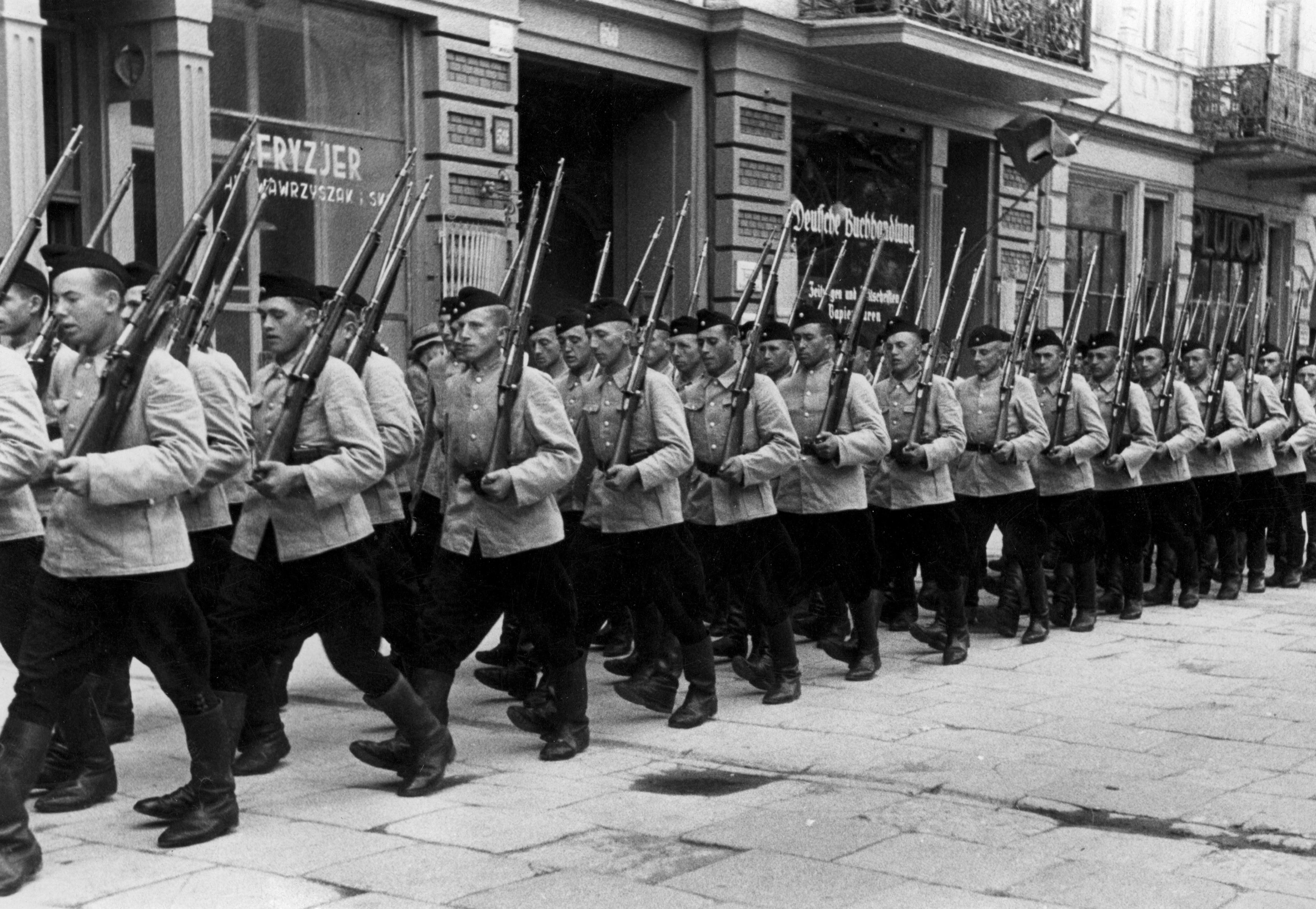
Sonderdienst-Bataillon im besetzten Krakau

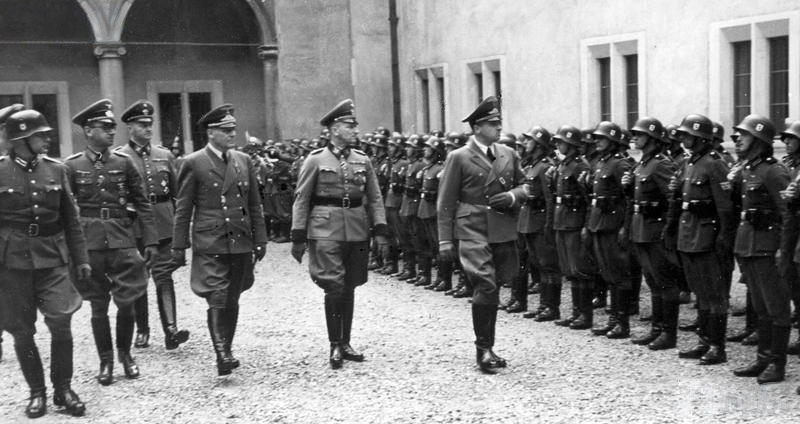
Führer des Generalgouvernements bei der Inspektion der Bataillone des Sonderdienstes: von rechts, Generalgouverneur Hans Frank, SS-Gruppenführer Herbert Becker und Staatssekretär Ernst Boepple

Der Sonderdienst war ein paramilitärischer Verband, der während der Besetzung Polens im Zweiten Weltkrieg auf dem Gebiet des Generalgouvernements aufgestellt wurde. Viele Mitglieder dieses Verbandes waren aktiv am Holocaust beteiligt.

## Geschichte
Der Sonderdienst wurde am 6. Mai 1940 von Gauleiter Hans Frank in Krakau gegründet. Viele Angehörigen wurden unter der Leitung von Heinrich Himmlers Mitarbeiter Ludolf Jakob von Alvensleben ausgebildet und traten in den folgenden Jahren der Schutzstaffel oder der Gestapo bei. Insgesamt belief sich die Zahl der polnischen Mitglieder auf etwa 3.000. Der Sonderdienst war der Sabotageabteilung des Oberkommandos der Wehrmacht unter Oberst Erwin von Lahousen (1. September 1939 bis Juli 1943) und Oberst Wessel Freytag von Loringhoven (Juli 1943 bis Juni 1944) unterstellt.
Anfangs ähnelte er ähnlichen SS-Formationen wie dem Volksdeutschen Selbstschutz. Ursprünglich bestand er aus Volksdeutschen, die vor dem deutschen Überfall in Polen lebten. Viele von ihnen standen dem 1918 wiederhergestellten Staat Polen feindlich gegenüber, da sie nach Ende des Ersten Weltkriegs ihre kolonialen Privilegien verloren hatten. Deutsche Organisationen in Polen wie der Deutsche Volksverband oder die Jungdeutsche Partei betrieben bereits vor dem Überfall auf Polen aktiv Spionage für die Abwehr.

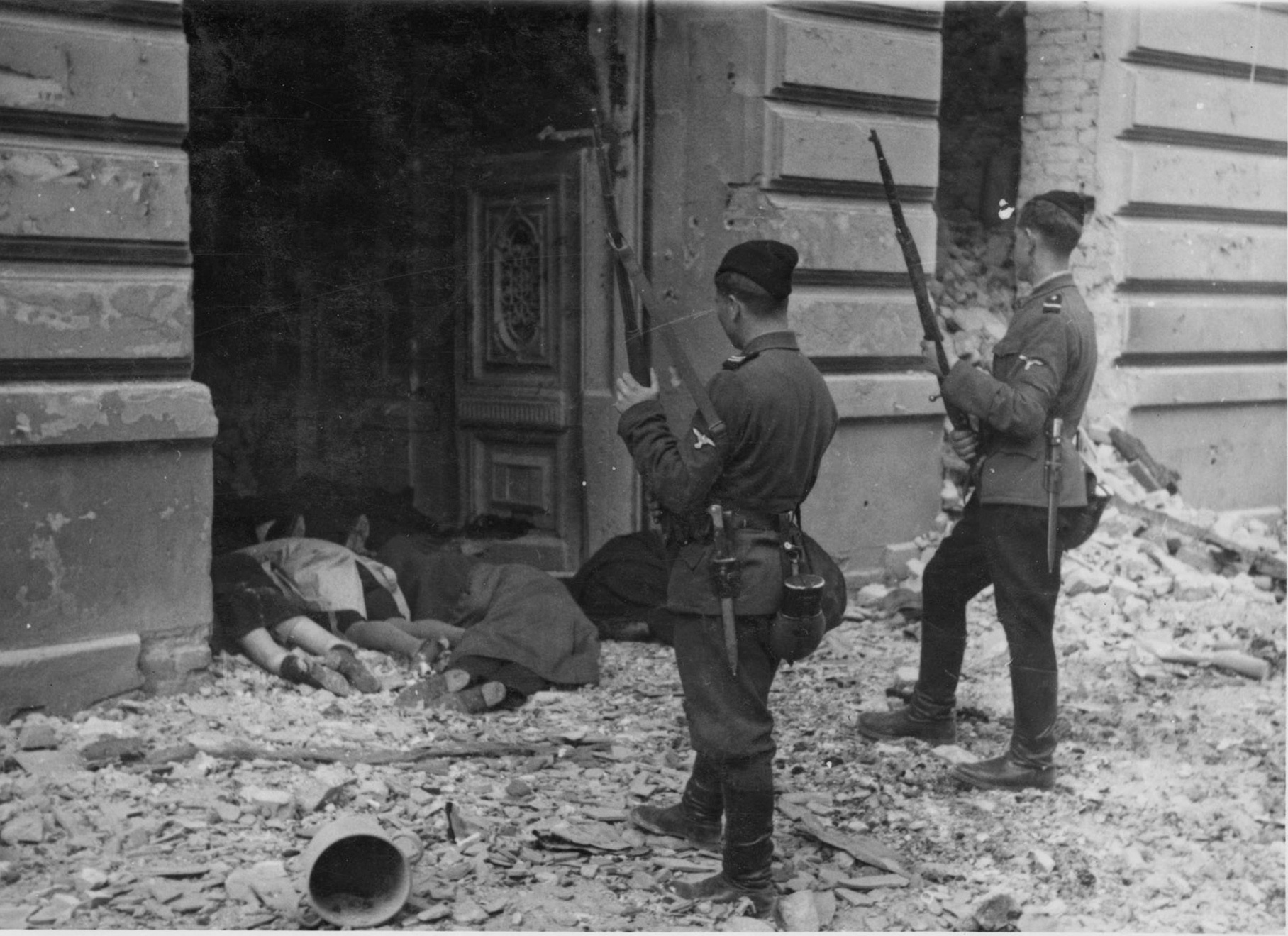
Angehörige eines Sonderdienst-Bataillons während des Warschauer Aufstands

Nach dem deutschen Angriff auf die Sowjetunion im Juni 1941 suchte SS-Gruppenführer Odilo Globocnik nach weiteren möglichen Soldaten, die er in besetzten Gebieten anwerben ließ. Ihre Ausbildung organisierte SS-Hauptsturmführer Karl Streibel im SS-Ausbildungs- und Arbeitslager Trawniki, weshalb diese Soldaten auch als Trawniki-Männer bezeichnet wurden. Insgesamt wurden bis Ende 1944 über 5.000 Ukrainer hinter der Frontlinie rekrutiert und in 2 Sonderdienst-Bataillonen organisiert. Laut späteren Angaben sprachen nur 25 Prozent von ihnen Deutsch, was Übersetzer zur Kommunikation nötig machten. Nach Kriegsende mischten sich die letzten tausend Hiwi-Freiwilligen, die das SS-Bataillon Streibel bildeten, unter die Zivilbevölkerung in Westdeutschland und tauchten unter.

### Kriegsverbrechen
Während der Aktion Reinhard waren Angehörige des Sonderdienstes aktiv an den Erschießungen von Juden in den Konzentrations- und Vernichtungslagern Belzec, Sobibor, Treblinka, Warschau, Lublin-Majdanek, Radom, Plaszow, sowie Auschwitz beteiligt. Während der Aktion Erntefest führten Einheiten des Sonderdienstes Massenerschießungen in allen Außenlagern des KZs Lublin durch. Außerdem waren sie an einigen Massakern, ebenfalls im Raum Lublin, beteiligt, wo sie von Soldaten der SS und des Reserve-Polizeibataillons 101 der Ordnungspolizei verstärkt wurde.